# 14-methoxymetopon
14-methoxymetopon is een morfine-achtige pijnstiller die halverwege de jaren negentig werd ontwikkeld door een onderzoeksteam onder leiding van hoogleraar Helmut Schmidhammer van de Universiteit van Innsbruck.
Het is een derivaat van metopon waarin op plaats 14 een methoxygroep is ingebracht. Het is een zeer krachtig pijnstillend geneesmiddel dat ongeveer 500 keer krachtiger is dan morfine; wanneer het echter spinaal of supraspinaal wordt toegediend, heeft het een pijnstillende werking die tot een miljoen keer groter is dan die van morfine. Het geneesmiddel bindt zich sterk aan de μ-opiaatreceptor en activeert deze in grotere mate dan vergelijkbare opioïden.